# Боденхайм
Боденхайм (нем. Bodenheim) — община в Германии, в земле Рейнланд-Пфальц. 
Входит в состав района Майнц-Бинген. Подчиняется управлению Боденхайм.  Население составляет 7072 человека (на 31 декабря 2010 года). Занимает площадь 13,43 км².

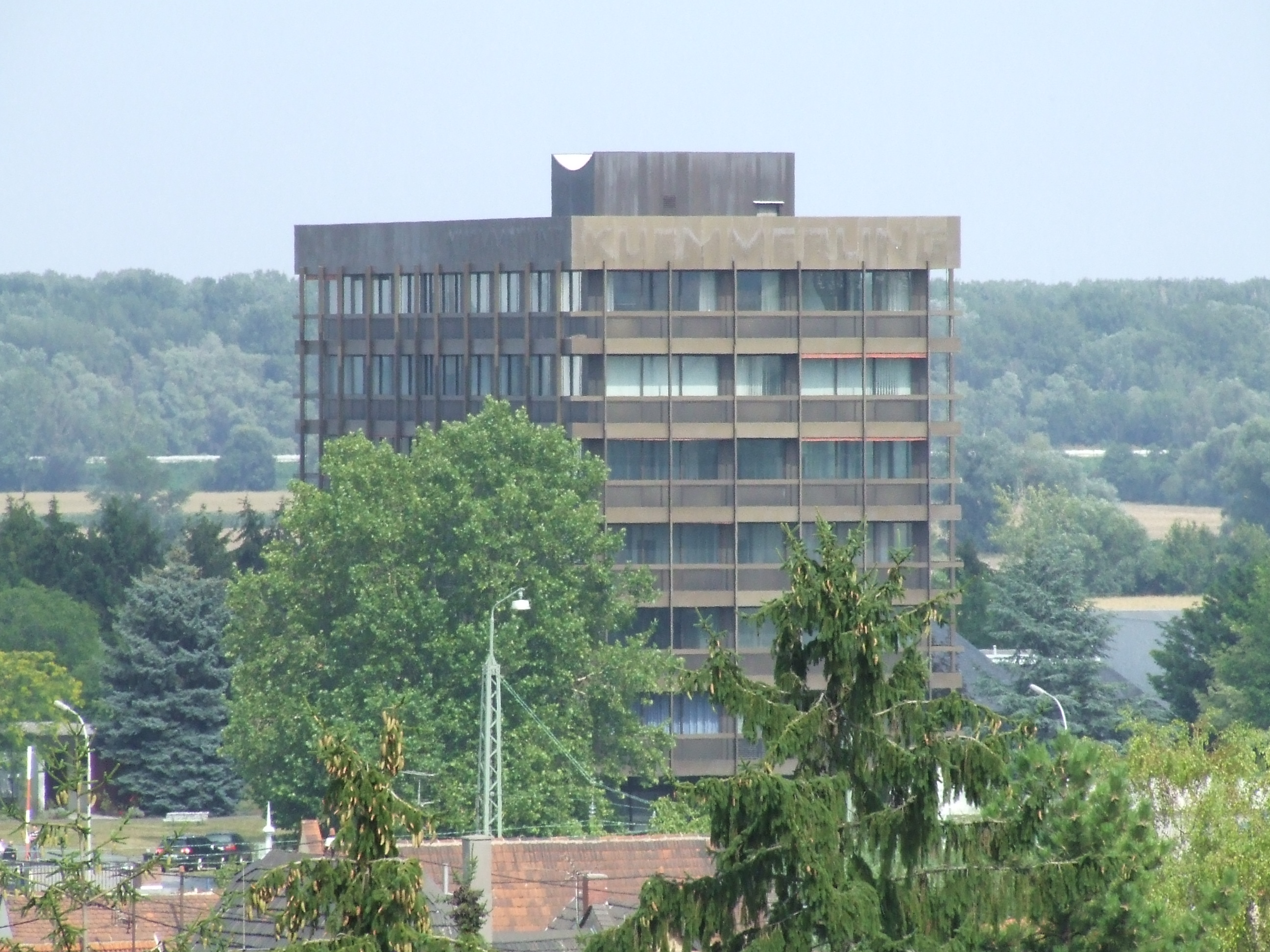
Боденхайм